# Маленькие пташки
«Маленькие пташки» (англ. Little Birds) — сборник эротических рассказов французской писательницы Анаис Нин, который был опубликован в 1979 году через два года после смерти автора. По-видимому, вошедшие в этот сборник произведения были написаны в начале 1940-х годов, когда Нин, по её собственным словам, «писала порнографию за доллар в день».
Книга включает тринадцать рассказов на разные темы, связанные с сексом (от педофилии до лесбийской любви), но объединённые интересом автора к женской субъективности и диалектике полового акта. Здесь снова появляются некоторые персонажи из первого сборника эротических новелл Нин под названием «Дельта Венеры».
В 2020 году состоялась премьера снятого по этому сборнику телесериала, получившего то же название. Главные роли в нём сыграли Джуно Темпл и Юна Марван.